# Lehututu
Lehututu is een dorp in het district Kgalagadi in Botswana. De plaats telt 1956 inwoners (2011).